# Прядильна машина

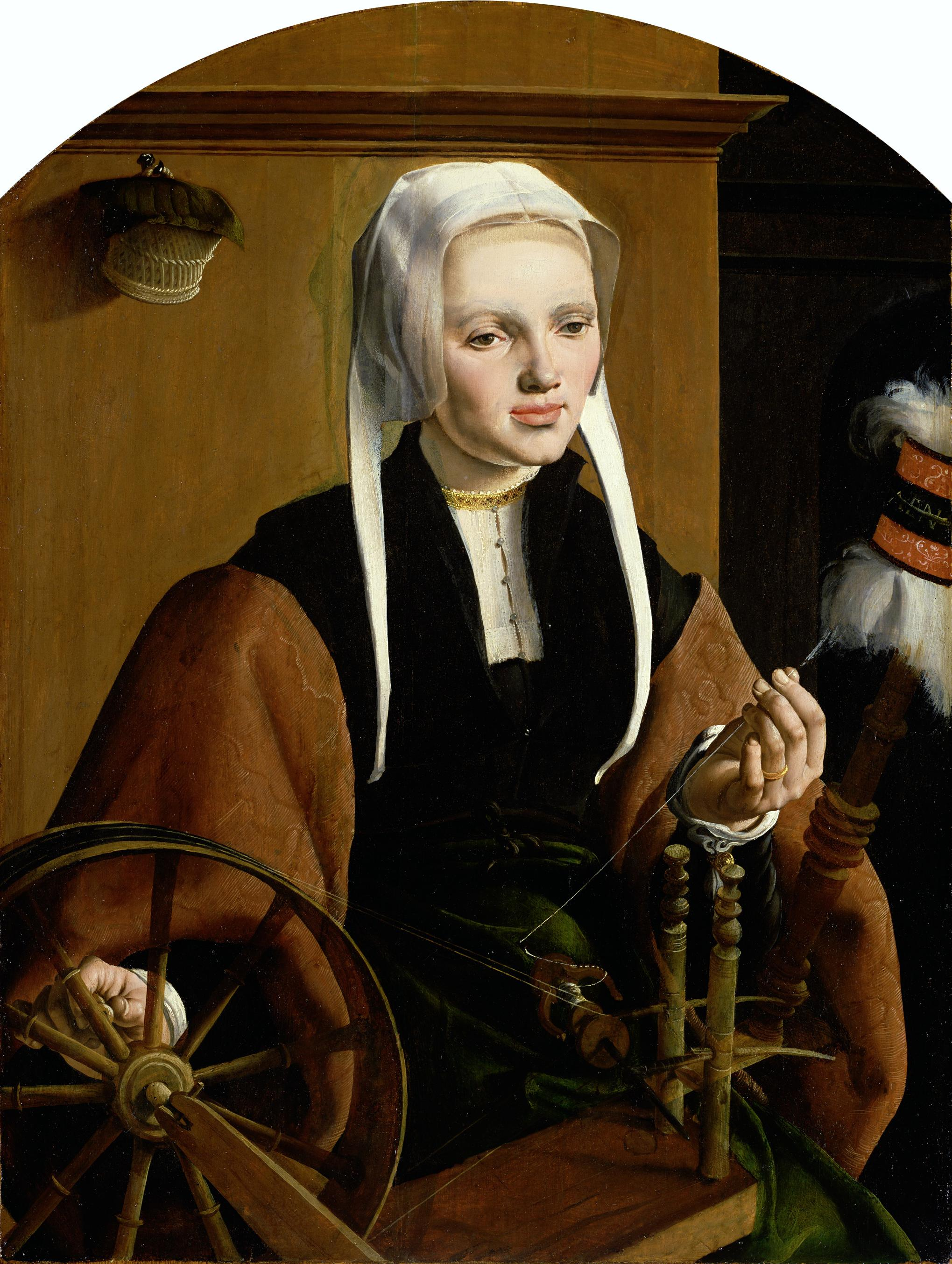
Прядка

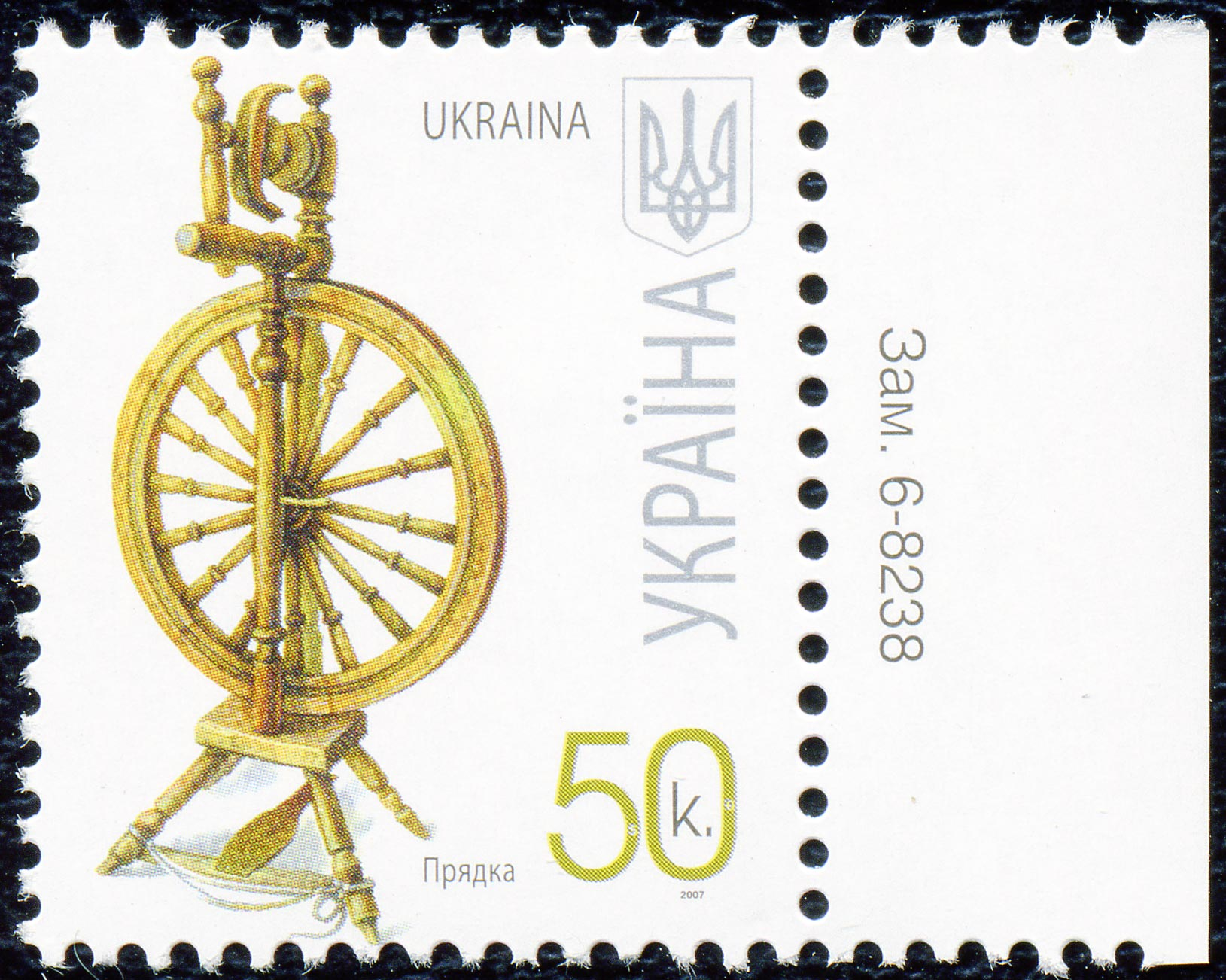
Прядка

Прядильна машина — машина, на якій з рівниці (або вовняної стрічки) виготовляють пряжу.
Ще за кілька тисячоліть до нашої ери майже всі народи застосовували ручний спосіб створення пряжі: витягали з маси волокон (переважно вовни, льону, бавовни, коноплі) вузеньку стрічечку і зсукували її пальцями. Першими знаряддями прядіння стали палички-кужівки, на яких кріпилася кужіль, і ручні веретена, на які намотували пряжу. Досконалішими були прядки, веретена яких приводилися в рух від обертового колеса. З XV століття в Європі почали використовувати прядки з ножним приводом, які одночасно зсукували пряжу і намотували її на веретено (самопрядки). В 1738 у Великій Британії запатентовано першу машину безперервного прядіння з витяжним приладом, на якій витягали, скручували і намотували пряжу. Пізніше у Великій Британії і Франції було створено кілька типів машин прядильного виробництва (прядка «Дженні», прядильна рама, мюль-машина, ватермашина).
Найпоширенішими сучасними прядильними машинами є кільцеві (з веретеном) і пневмомеханічні (без веретена, розроблені наприкінці 60-х років радянськими і чехословацькими спеціалістами). На кільцевій прядильній машині рівниця (або стрічка) потрапляє з котушки у витяжний прилад, де витягується до заданої товщини, потім, проходячи через ниткопровідник та бігунок, скручується, після чого за допомогою веретена намотується на шпулю (патрон тощо). У продуктивніших пневмомеханічних прядильних машинах рівниця роз'єднується на окремі волокна, які потоком повітря подаються в швидкообертову камеру, де з них формується пряжа. Подальше удосконалення прядильних машин спрямоване на підвищення швидкості прядіння, поліпшення конструкції розділяючих пристроїв, розширення діапазону товщин виробленої пряжі тощо.